# Бартул Чулич
Бартул Чулич (хорв. Bartul Čulić, нар. 6 березня 1907, Спліт  — пом. 30 квітня 1948, Загреб) — югославський футболіст, що грав на позиції воротаря. Відомий виступами за клуб «Хайдук», а також національну збірну Югославії. чемпіон Югославії.

## Клубна кар'єра
Розпочинав футбольну кар'єру в клубах зі Спліту «Ускок» і «Борац».
У 1927 році перебрався до складу найсильнішої команди міста  — «Хайдука». У цьому році команді вдалося здобути перший у історії титул чемпіона країни. Чулич жодного матчу у фінальній частині чемпіонату не зіграв, лишаючись резервним воротарем у Отмара Гаццарі. У тому розіграші Бартул зіграв лише у фінальному матчі чемпіонату Спліта проти «Юга» (6:0), що був відбором до національної першості.
Повноцінним гравцем основи був Чулич, коли «Хайдук» здобув своє друге чемпіонство у скандальній першості 1929 року. За підсумками сезону переможцем став БСК, що набрав таку ж кількість очок, що і «Хайдук», але випереджав команду зі Спліта за додатковими показниками. Та федерація футболу визнала два матчі БСК недійсними через участь недозволеного гравця. У підсумку представники столичного клубу переграли лише один з цих матчів (якраз проти «Хайдука» і вдруге перемогли з рахунком 2:1 замість 3:1 на початку сезону), а у другому команді зарахували технічну поразку. Таким чином «Хайдук» виявився попереду БСК на два очки.
У 30-х роках «Хайдук» також тримався серед лідерів національного футболу, але досягнути ще хоча б однієї перемоги у чемпіонаті команді не вдалося. Тричі клуб ставав другим у 1932, 1933 і 1936 роках. Чулич був одним з небагатьох, хто лишився в команді з чемпіонських складів 1927 і 1929 років.
Загалом у складі «Хайдука» він зіграв у 1927—1939 роках 285 матчів. Серед них 113 матчів у чемпіонаті Югославії, 15 матчів у чемпіонаті Спліта, 10 матчів у Кубку югославської федерації, 147 матчів у інших турнірах і товариських іграх.
Також виступав у складі австрійського (хоча сама Австрія тоді входила до складу Німеччини) клубу «Флорідсдорфер». Зокрема, зіграв 6 матчів в чемпіонаті в 1941—1943 роках.
| Дата       | Місто    | Господарі      | Результат | Гості     | Турнір            | Голи | Примітки |
| ---------- | -------- | -------------- | --------- | --------- | ----------------- | ---- | -------- |
| 25.10.1931 | Познань  | Польща         | 6 – 3     | Югославія | товариський матч  | -    | 46'      |
| 07.06.1933 | Бухарест | Болгарія       | 0 – 4     | Югославія | Балканський кубок | -    | 79'      |
| 11.06.1933 | Бухарест | Румунія        | 5 – 0     | Югославія | Балканський кубок | -    | 18'      |
| 10.09.1933 | Варшава  | Польща         | 4 – 3     | Югославія | товариський матч  | -    | 79'      |
| 03.06.1934 | Белград  | Югославія      | 8 – 4     | Бразилія  | товариський матч  | -    |          |
| 02.09.1934 | Прага    | Чехословаччина | 3 – 1     | Югославія | товариський матч  | -    | 83'      |
| 16.12.1934 | Париж    | Франція        | 3 – 2     | Югославія | товариський матч  | -    | 13'      |
| 23.12.1934 | Афіни    | Греція         | 2 – 1     | Югославія | Балканський кубок | -    | 62'      |
| 25.12.1934 | Афіни    | Болгарія       | 3 – 4     | Югославія | Балканський кубок | -    | 82'      |
| 01.01.1935 | Афіни    | Румунія        | 0 – 4     | Югославія | Балканський кубок | -    | 21'      |
| Усього     |          | Матчів         | 10        |           | Голів             | -17  |          |

Помер 30 квітня 1948 року в лікарні у Загребі від туберкульозу.

## Трофеї і досягнення
- Чемпіон Югославії: 1927 (як запасний), 1929
- Срібний призер чемпіонату Югославії: 1931–1932, 1932–1933, 1935-36
- Чемпіон футбольної асоціації Спліта: 1927 (в), 1928 (в), 1928 (о), 1929 (в), 1929 (о), 1930 (в), 1930 (о), 1932, 1936 (в)
- Володар Балканського кубка: 1934–35